# Districtul Záhony
Záhony (în maghiară Záhonyi járás) este un district în județul Szabolcs-Szatmár-Bereg, Ungaria.
Districtul are o suprafață de 145,95 km2 și o populație de 19.369 locuitori (2013).